# Songs of Darkness, Words of Light
Songs of Darkness, Words of Light è l'ottavo LP in studio della Doom metal band inglese My Dying Bride. L'album vede il debutto della tastierista Sarah Stanton.

## Tracce
1. The Wreckage of My Flesh – 8:45
2. The Scarlet Garden – 7:49
3. Catherine Blake – 6:32
4. My Wine in Silence – 5:53
5. The Prize of Beauty – 8:02
6. The Blue Lotus – 6:33
7. And My Fury Stands Ready – 7:45
8. A Doomed Lover – 7:54

## Formazione

### Gruppo
- Aaron Stainthorpe - voce
- Andrew Craighan - chitarra
- Hamish Glencross - chitarra
- Adrian Jackson - basso
- Shaun Taylor-Steels - batteria
- Sarah Stanton - tastiere